# Георги Бенковски (улица в София)
„Георги Бенковски“ или „Бенковска“ е централна улица в София.
Разположена е между ул. „Иван Вазов“ и ул. „Кирил и Методий“. Намира се на 1 пряка улица западно от ул. „Раковска“ и е паралелна на нея. Пресича се с ул. „Аксаков“ и ул. „Славянска“.

## Обекти
Някои обекти, разположени по улицата или в района ѝ:
- Концертна зала България
- Министерство на правосъдието
- Народен театър Иван Вазов
- Агенция за финансово разузнаване
- Министерство на финансите
- Чешки културен център